# Joseph Hergesheimer

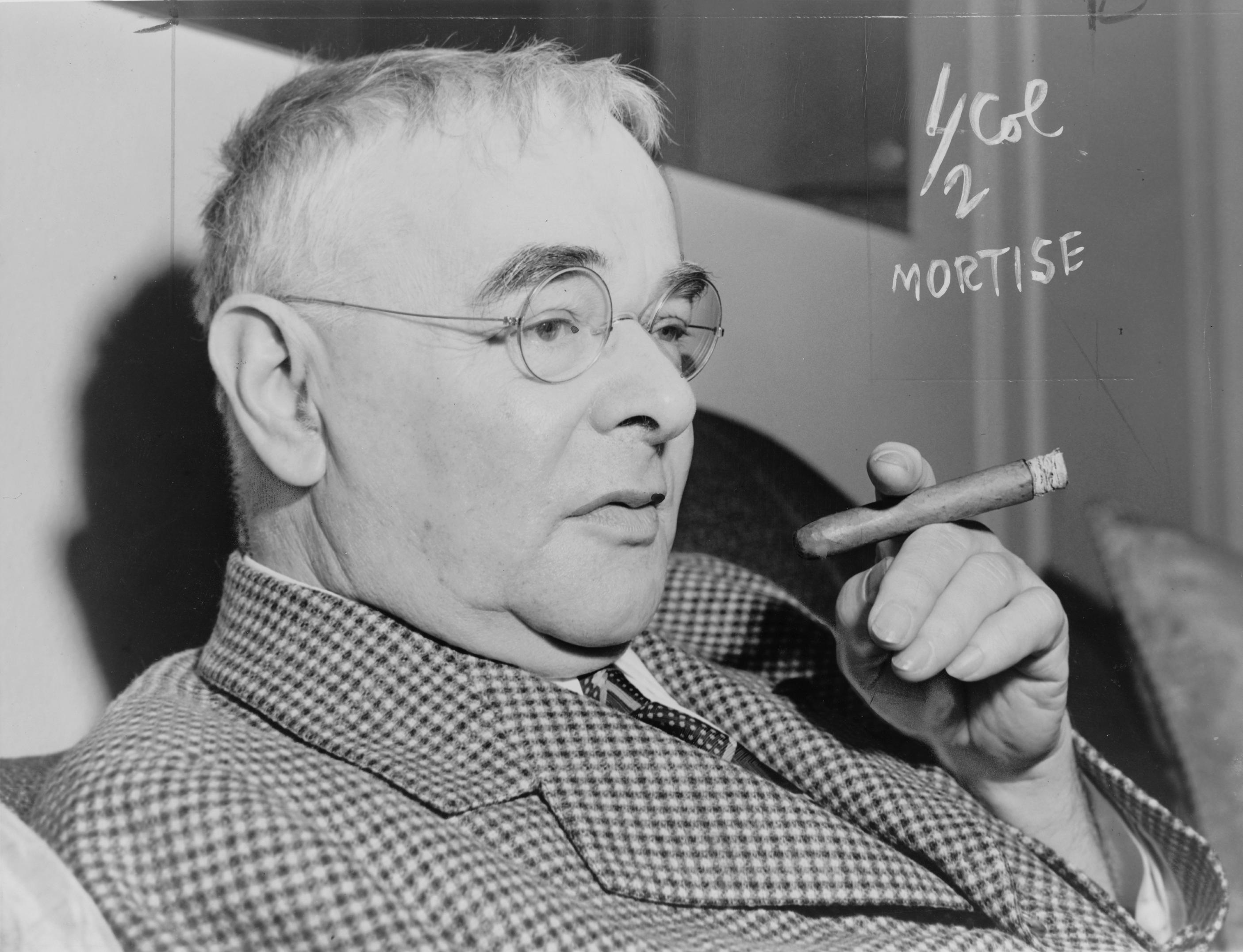
Joseph Hergesheimer (1940)

Joseph Hergesheimer (* 15. Februar 1880 in Philadelphia, Pennsylvania; † 15. April 1954 in Sea Isle City, New Jersey) war ein US-amerikanischer Schriftsteller.

## Leben
Hergesheimer war der Sohn des Kartografen Joseph Hergesheimer (1850–1899) und dessen Ehefrau Helen MacKellar (1849–1922). Er wuchs zusammen mit seinen drei Schwestern in einem sehr gläubigen Elternhaus auf. Sein Vater arbeitete beim U.S. Coast and Geodetic Survey und sein Großvater schrieb kirchliche Hymnen und wirkte als Laienprediger.
Seine Schulzeit verbrachte Hergesheimer auf einer orthodoxen Schule der Quäker in Germantown (Pennsylvania). Mit 16 Jahren wechselte er 1896 an die Kunstakademie nach Philadelphia, um Malerei zu studieren. Mit einer kleinen Erbschaft seines Großvaters wurde es Hergesheimer ermöglicht, nach Italien zu reisen. Er ließ sich einige Zeit in Florenz und Venedig nieder, um zu malen und sich von der Kunst der Antike inspirieren zu lasen.
Zurück in der Heimat schwankte Hergesheimer lange zwischen der Malerei und der Literatur. Beeinflusst von seinen Freunden Alfred Abraham Knopf (1892–1984) und George Horace Lorimer (1867–1937) gab er bald die Malerei auf. Auch Dorothy Hemphill (1884–1969), die er 1907 heiratete, riet ihm zu schreiben und so erschien 1911 seine erste Erzählung im Feuilleton einer Zeitung. Sein erster Roman „The lay Anthony“ erschien zwar im Verlag von Mitchell Kennerly, aber Hergesheimer wechselte dann bald in den Verlag seines Freundes Knopf und in Lorimers Tageszeitung „The Saturday Evening Post“ erschienen über zwanzig Jahre Kolumnen, Erzählungen und Romane in Fortsetzungen.
Auch seine Romane waren immer wieder Erfolge und so erschienen in den nächsten Jahren nahezu regelmäßig jährlich neue Bücher von Hergesheimer. 1921 wurde Hergesheimer in die National Institute of Arts and Letters (Manhattan/New York) berufen. In einer Kritikerumfrage von The Literary Digest wurde er 1922 zum wichtigsten amerikanischen Autor des vergangenen Jahrzehnts gewählt. Carl Van Vechten beschrieb 1947 in einer Kolumne, wie Hergesheimer in den 1920er-Jahren als größter amerikanischer Romancier galt und jede seiner Romanveröffentlichungen große Aufmerksamkeit erhielt. Er führte einen luxeriösen Lebensstil, passend zu den Romanen über die Welt der Reichen und Dekadenten. Der Börsencrash von 1929 war auch für ihn ein einschneidendes Erlebnis, seine Literatur war anschließend weniger gefragt. Bereits zu Lebzeiten geriet Hergesheimer allmählich in Vergessenheit und seine Reputation sank.
Mit 74 Jahren starb Joseph Hergesheimer 1954 in Sea Isle City und fand auf dem Oaklands Cemetery in West Chester (Pennsylvania) seine letzte Ruhestätte. Der größte Teil seines literarischen Nachlasses wird in der University of Texas at Austin aufbewahrt, jeweils ein kleineres Konvolut findet sich an der Harvard University und der New York Public Library.

## Werke (Auswahl)
Gesammelte Erzählungen
- Gold and iron. New York 1918.
- The happy End. New York 1919.
- The quiet cities. New York 1928.
- Tropical winter. New York 1933.

Romane
- Mountain Blood. Tauchnitz, Leipzig 1922 (englisch)
  - Deutsch: Bergblut. Berlin 1932 (übersetzt von Dora Sophie Kellner)
- The three Pennys. New York 1949 (EA New York 1919)
  - Deutsch: Die drei schwarzen Pennies. Berlin 1931 (übersetzt von Hermynia zur Mühlen)
- Java Head. New York 1919.
  - Deutsch Kap Java. Berlin 1927 (übersetzt von Toni Harten-Hoencke)
- Cyntherea. New York 1922
  - Deutsch: Aphrodite. Berlin 1931 (übersetzt von Elsie MacCalman)
- The bright shawl. New York 1922.
  - Deutsch: Der bunte Schal. Berlin 1928 (übersetzt von Paul Cohen-Portheim)
- Tampico. New York 1926.
  - Tampico. Berlin 1927 (übersetzt von Paul Baudisch)
- The limestone Tree. New York 1930.
  - Deutsch: Der Steinbaum. Berlin 1934 (übersetzt von Dora Sophie Kellner)
- The party dress. New York 1930.
  - Deutsch: Das Pariser Abendkleid. Berlin 1931 (übersetzt von Franz Fein)

## Verfilmungen
- Henry King (Regie): Der Überfall auf die Virginiapost (Tol’able David). USA 1921. Mit Richard Barthelmess und Gladys Hulette.
  - Neuverfilmung: John G. Blystone (Regie): Tol’able David. USA 1930. Mit Richard Cromwell und Noah Beery senior.
- John S. Robertson (Regie): The Bright Shawl. USA 1923. Mit Richard Barthelmess und Dorothy Gish.
- George Melford (Regie): Java Head. USA 1923. Mit Leatrice Joy und Jacqueline Logan.
  - Neuverfilmung: J. Walter Ruben (Regie): Java Head. UK 1934. Mit Anna May Wong und Elizabeth Allan.
- Irving Cummings (Regie): The Woman I Stole. USA 1933 (frei nach „Tampico“). Mit Jack Holt und Fay Wray.